# کلینک اعظم‌خانی
کلینک اعظم‌خانی، روستایی در دهستان حومه بخش مرکزی شهرستان ایرانشهر در استان سیستان و بلوچستان ایران است.

## جمعیت
بر پایه سرشماری عمومی نفوس و مسکن در سال ۱۳۹۵، جمعیت این روستا برابر با ۲٬۰۱۸ نفر (۴۸۴ خانوار) بوده‌است.